# Lužice u Šternberka
Lužice (deutsch: Luschitz) ist ein bäuerlich geprägtes Dorf 3,5 km südwestlich von Šternberk in Tschechien. Es liegt rechtsseitig der Sitka und gehört zum Okres Olomouc.

## Geschichte
Eine erste Erwähnung ist aus dem Jahr 1131 bekannt. 1296 erfolgte die Einpfarrung nach Sternberg. 1409 wurde das Dorf der Sternberger Gerichtsbarkeit unterstellt.
Im Ort bestand eine Freiwillige Feuerwehr mit Feuerwehrhaus in der Dorfmitte und ein Turnverein, der 1929 gegründet wurde. Laut einer Volkszählung von 1930 hatte Luschitz 555 Einwohner (307 Deutsche, 248 Tschechen).
Nach dem Münchner Abkommen wurde der Ort dem Deutschen Reich zugeschlagen und gehörte bis 1945 zum Landkreis Sternberg (Mähren).
1945 gehörten zur Gemarkung 502,6 Hektar gutes Ackerland für alle Getreidearten, Zuckerrüben, Mohn, Raps, und Luzerne. Diese besaßen der Meierhof mit etwa 100 Hektar im Eigentum der Fürsten von Liechtenstein und 19 Bauernhöfe sowie mehrere Kleinbauern. Außerdem gab es zwei Gaststätten mit Fleischereien, eine Schmiede, zwei Mühlen, zwei Kolonialwaren-Geschäfte. 1945/46 wurde die deutsche Bevölkerung enteignet und vertrieben. 1948/49 wurde die gesamte landwirtschaftliche Nutzfläche verstaatlicht und in Produktionsgenossenschaften eingebracht.